# مارکوس فریتاس

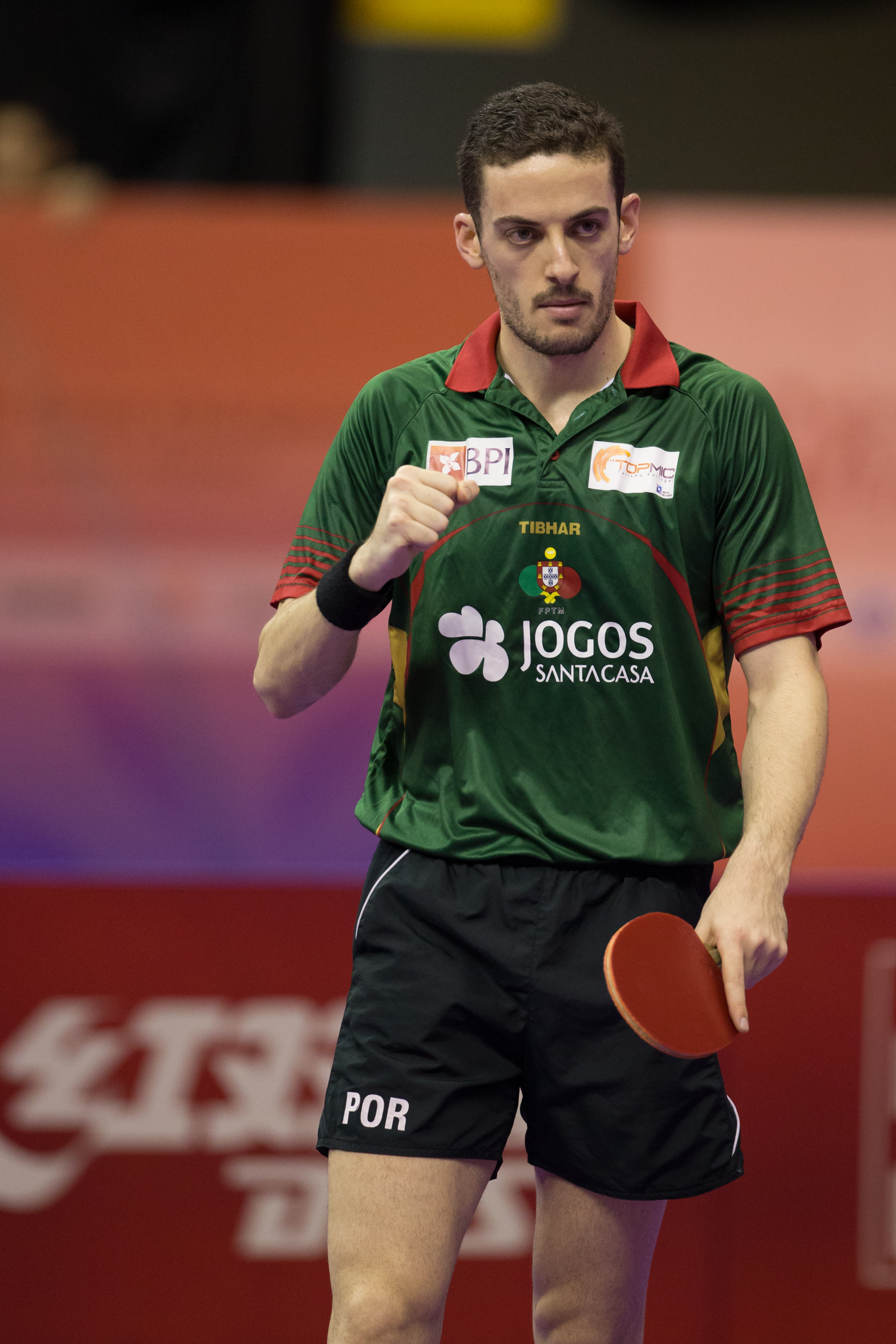
مارکوس فریتاس - ۲۰۱۶

مارکوس فریتاس (انگلیسی: Marcos Freitas؛ زادهٔ ۸ آوریل ۱۹۸۸) بازیکن تنیس روی میز اهل پرتغال است.
او در مسابقات کشوری و بین‌المللی در مجموع برنده ۳ مدال طلا، ۱ مدال نقره، ۲ مدال برنز شده‌است.